# Ehatisaht
Ehatisaht (Ehattesaht, Ehatteshaht, ʔiiḥatis), pleme Aht Indijanaca, porodica Wakashan, s Esperanza, Zeballos i dijela Espinosa Inleta, na zapadnoj obali otoka Vancouver, u kanadskoj provinciji Britanska Kolumbija. Godine 1996. preostalo ih je oko 200. U proščosti glavna sela su im bila Oke i Tatchu, a danas selo Chenahkint na  Queen's Coveu.  
Ehatisahti su bili glavni opskrbljivači dentalia-školjkama, jednim od najvažnijih predmeta trgovine domorodaca sa Sjeverozapadne obale. 

## Popis rezervata
- Chenahkint Indian Reserve 12
- Ehatis Indian Reserve 11
- Grassy Island Indian Reserve 17
- Hecate Indian Reserve 17
- Hesquis Indian Reserve 10a
- Hoke Point Indian Reserve 10b
- Klitsis Indian Reserve 16
- Oke Indian Reserve 10
- Tatchu Indian Reserve 13
- Tatchu Indian Reserve 13a

## Vanjske poveznice
- Ehattesaht Tribe
- Ehattesaht  Arhivirana inačica izvorne stranice od 28. rujna 2005. (Wayback Machine)